# James W. Payne
James W. Payne (* 11. November 1929 in Ogden, Utah; † 12. August 1992 in Salt Lake City, Utah) war ein US-amerikanischer Artdirector und Szenenbildner, der einmal den Oscar für das beste Szenenbild gewann und zwei weitere Male für den Oscar in dieser Kategorie nominiert war.

## Leben
Payne wirkte als Artdirector und Szenenbildner in der Filmwirtschaft Hollywoods zwischen 1960 und 1989 an der szenischen Ausstattung von über sechzig Filmen und Fernsehserien mit.
Bei der Oscarverleihung 1964 war er zusammen mit Hal Pereira, Roland Anderson und Sam Comer erstmals für einen Oscar für das beste Szenenbild in einem Farbfilm nominiert, und zwar für die Filmkomödie Wenn mein Schlafzimmer sprechen könnte (1963) von Bud Yorkin mit Frank Sinatra, Lee J. Cobb und Molly Picon. Seine zweite Oscarnominierung in dieser Kategorie bekam er zusammen mit Pereira, Arthur Lonergan und Robert R. Benton für den Farbfilm … denn keiner ist ohne Schuld (1966) von Russell Rouse mit Stephen Boyd, Elke Sommer und Milton Berle in den Hauptrollen.
Bei der Oscarverleihung 1974 wurde er schließlich mit Henry Bumstead mit dem Oscar für das beste Szenenbild in der Gauner-Filmkomödie Der Clou (1973) von George Roy Hill mit Paul Newman, Robert Redford und Robert Shaw geehrt.

## Filmografie (Auswahl)
- 1960: The Rebel (Fernsehserie)
- 1963: Der Ladenhüter
- 1967: Derek Flint – hart wie Feuerstein
- 1971: The Todd Killings
- 1974: Extrablatt
- 1976: Familiengrab
- 1977: Schlappschuss
- 1979: Tödliche Umarmung
- 1981: Zorro mit der heißen Klinge (Zorro the Gay Blade)
- 1989: Ninas Alibi

## Auszeichnungen
- 1974: Oscar für das beste Szenenbild